# Douglas Emhoff
Douglas Emhoff (* 13. října 1964 Brooklyn, New York) je americký právník, v letech 2021–2025 druhý gentleman Spojených států amerických, jakožto manžel americké viceprezidentky Kamaly Harrisové.

## Život
Narodil se v newyorské čtvrti Brooklyn židovským rodičům Michaelovi a Barbaře Emhoffovým. Po bakalářských studiích na Kalifornské státní univerzitě v Northridge vystudoval práva na Gouldově právnické fakultě Univerzity Jižní Kalifornie.
Emhoff byl 16 let ženatý s Kerstin Emhoffovou, rozenou Mackinovou. Mají spolu dvě děti, Cola a Ellu. Kamalu Harrisovou si vzal 22. srpna 2014 v kalifornské Santa Barbaře.

## Kariéra
Pracuje jako advokát v zábavním průmyslu. Od roku 2017 je partnerem v mezinárodní právní firmě DLA Piper a pracuje v pobočkách ve Washingtonu, D.C. a v Kalifornii. Po oznámení, že Kamala Harrisová bude kandidovat jako demokratická viceprezidentská nominantka s Joe Bidenem v prezidentských volbách 2020, si vzal v DLA Piper pracovní volno.
Koncem ledna 2025, po odchodu Kamaly Harrisové z funkce viceprezidentky, začal pracovat v právnické firmě Willkie Farr & Gallagher LLP.